# Ingwiller
Ingwiller é uma comuna francesa na região administrativa de Grande Leste, no departamento Baixo Reno. Estende-se por uma área de 18,04 km². Em 2010 a comuna tinha 4 094 habitantes (densidade: 226,9 hab./km²).